# Sinología
La sinología es el estudio del mundo chino y, específicamente, su idioma (es decir, su familia de lenguas y en especial el dominio mayor de estas, constituido por la subfamilia principal, la del chino mandarín, 官話), su literatura y su cultura.
La sinología es un estudio que se desarrolla a partir de dos perspectivas: la ejercida desde dentro de la cultura china, tenga la proyección exterior que tuviere, y la ejercida desde otras culturas. En el segundo de los casos compete frecuentemente a los campos de la literatura comparada y la historia de las ideas. La denominación 'sinología' es, al igual que las restantes o de gran importancia del mismo ámbito asiático (niponología, coreanología, que originalmente dependen de aquella) de invención occidental. El componente sino- deriva del griego Σίνα, que significa China, y -logía (gr. -λογία) en su sentido de 'tratado, estudio, disciplina'.

## Sinología en China

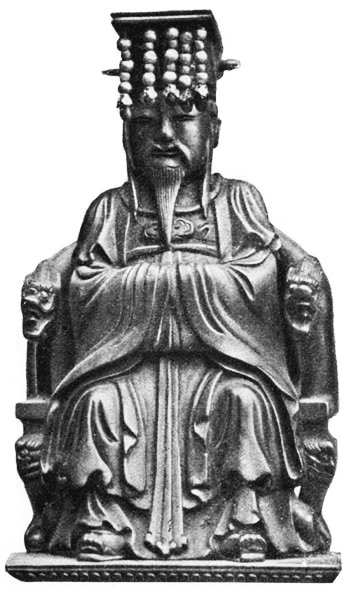
Estatua en bronce del Maestro Confucio.

En Occidente se entiende en ocasiones por sinología la tradición confuciana o taoísta y budista, sus escuelas y estudios de las obras canónicas, en particular las Analectas de Confucio. La idea en sentido amplio de cultura clásica, incluso humanística, tanto en su aspecto filológico como cívico, tendría su equivalente chino en el confucianismo. Pero en la cultura china tradicional no existe propiamente el concepto de sinología. El vocablo y el concepto llegan a través de Japón a finales del siglo XIX, cuando se crean las primeras universidades chinas. En una primera etapa se usa el término hanxue (chino tradicional:漢學, chino simplificado:汉学), un calco semántico del japonés kangaku (漢学), que significa literalmente “Estudios de los Han”, es decir, referidos a la etnia mayoritaria china.
A partir de la creación de la República China y, especialmente, tras el Movimiento del Cuatro de Mayo (1919) fueron impulsados los estudios sobre literatura, historia y filosofía chinas, sobre todo mediante la creación en 1928 de la Academia Sinica en Pekín y su instituto de Historia y Filología. El término chino que se generalizó entonces y se usa hasta hoy es guoxue (chino tradicional:國學; chino simplificado: 国学), que literalmente significa «estudios nacionales».
Entre las figuras más relevantes de la sinología moderna se encuentra Cai Yuanpei (1868-1940), sobre todo en el ámbito de la educación, que dirigió la Academia Sinica hasta su muerte. Otras figuras pioneras de la sinología china moderna fueron Liang Qichao (1873-1929), autor de Palabras humanas (人间词话) y Zhang Taiyan (1879-1936), que escribió una Introducción a los Estudios Chinos (国学概论). Por otra parte son de subrayar los historiadores Chen Yu (1890-1969) y Qian Mu (1895-1969). En el campo filosófico son sobresalientes las figuras de Hu Shi (1891-1962), entre cuyas obras es de notar Historia de la filosofía china (中国哲学史大纲); así como Qian Zhongshu (1910-1998).
En 1949 la Academia Sínica se traslada a Taiwán, mientras en la China Continental tuvo lugar la creación de la Academia de Ciencias, y desde 1977 la Academia de Ciencias Sociales. En 1992 se instituyen académicamente los “guoxue” (estudios nacionales) en la universidad de Pekín y, poco después, en las principales universidades chinas.

## España y la sinología en Occidente

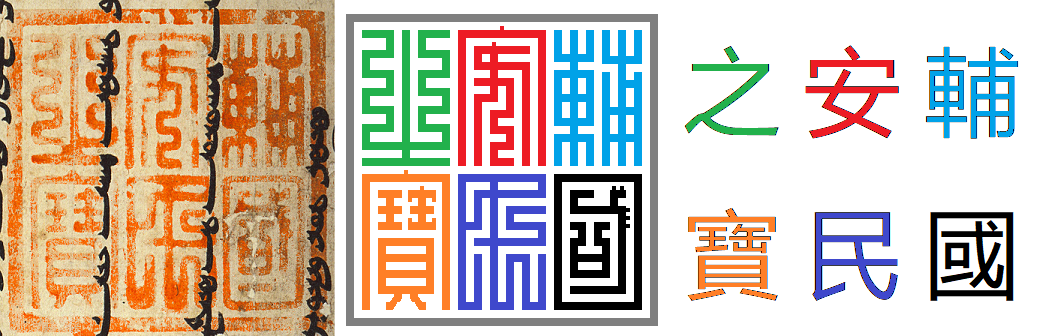
Escritura de sello china en una carta del líder mongol Arghun a Felipe IV de Francia, 1289.

En Occidente, el estudio de la China, data de los siglos XIII y XIV, época en que Marco Polo e Ibn Battuta difundieron su cultura. Pero el estudio sistemático no comienza hasta el siglo XVI, con los misioneros cristianos españoles, entre los que destacaron los dominicos Juan Cobo, primer traductor de una obra china a lengua europea (español) y Francisco Varo, y los jesuitas Diego de Pantoja y Matteo Ricci. Estos tempranos trabajos se concentraron en el estudio del idioma chino, con el fin, entre otras cosas, de facilitar la conversión. Otras obras intentaron hallar coincidencias entre el cristianismo y la cultura china, a fin de poder difundirlo.
España, que en la época contemporánea no ha desempeñado, hasta tiempos recientes, función significativa alguna en los estudios asiáticos, sin embargo fue clave en la formación inicial, lo cual ha sido frecuentemente omitido. Aun existiendo relatos previos como los de Galeote Pereira y sus compañeros, el libro del portugués Gaspar da Cruz Tratado das cousas da China, publicado en 1569 es frecuentemente descrito como el primer libro moderno europeo sobre China; aunque el texto de Gaspar da Cruz gozó de poca difusión, fue una de las principales fuentes de información para el texto del español Bernardino de Escalante, Discourso de las grandezas del Reino de la China (1577) mucho más popular en Europa, y del mucho más famoso y traducido Historia de las cosas más notables de la China compilado por Juan González de Mendoza en 1585. El Códice Boxer, compilado hacia 1590 en Filipinas, contiene también partes dedicadas a la cultura china. 
Una fecha capital para la sinología occidental, según fue creada por los europeos, es decir por los religiosos españoles, se sitúa en torno a comienzos de la última década del siglo XVI, 1590-1593, momento de publicación de varias obras que suponen las primeras traducciones de obras chinas a un idioma occidental. El sacerdote dominico, intelectual y diplomático, fray Juan Cobo fue autor de la primera, propiamente dicha, de las traducciones del chino a una lengua occidental: Espejo rico del claro corazón, publicado en Manila, que naturalmente fue enviada a España y constituye la translación de un libro muy difundido en esa época en China, el Mingxin Baojian, obra de filosofía moral compuesta mediante sentencias y proverbios de la tradición clásica. La imprenta de la temprana misión de los Dominicos españoles en Manila produjo entre 1593 y 1607, cuatro obras de doctrina católica en chino clásico y una en una mezcla de chino clásico y hokkien local. Entre los pioneros se encuentra el italiano Michele Ruggieri, quien en 1590 hace una adaptación española abreviada de los Cuatro Libros de Confucio.Una segunda traducción al español del Mingxin Baojian, independiente de la de Juan Cobo, fue publicada por Ruggieri en 1593. Se trata de la denominada "Escuela de traductores de Manila", herencia de la aún hoy Universidad de Santo Tomás (Filipinas).

## Obras clásicas españolas
- Rafael Santaella, El libro del famoso Marco Paulo, veneciano, de las cosas maravillosas que vido en las partes orientales; conviene a saber, en las Indias, Armenia, Arabia, Persia y Tartaria (Sevilla, 1502; Toledo, 1507).
- Juan González de Mendoza, Historia de las cosas más notables, ritos y costumbres del gran reyno de la China, sabidas assí por los libros delos mesmos chinas, como por relación de religiosos y otras personas que an estado en el dicho reyno (1585).[11]
- Juan Cobo, Libro chino intitulado Beng Sim Po Cam, que quiere decir Espejo rico del claro corazón (Manila, h. 1590)
- Juan Cobo, Arte de la lengua china (1592?).
- Francisco Varo, Arte de la lengua mandarina (Cantón, 1703).
- Lorenzo Hervás, Catálogo de las lenguas de las naciones conocidas, (Cesena, 1778-1787; Madrid, 1800-1805; Edición facsímil en Madrid, Atlas, 1979, 5 vols.)